# Fort Saint-Louis (Assinie)
Pour les articles homonymes, voir Fort Saint-Louis.
Le fort Saint-Louis est un établissement français créé par la compagnie de Guinée sur la côte d'Assinie (sud-est de l'actuelle Côte-d'Ivoire). Il ne dura que de 1701 à 1704. Il est considéré comme le premier vrai établissement français en Côte-d'Ivoire. Le fort est nommé d'après le roi Louis XIV. 

## Histoire
Les Français possédaient déjà un petit établissement sur un cordon littoral en Assinie, formé par un des canaux de la grande lagune d'Aby, mais qui était « tombé il y a quelque temps ».
En 1692, la compagnie menée par Tibierge avait obtenu un accord de principe du roi d'Assinie Akassiny,successeur depuis quelques années du roi Zena, pour la construction d'un fort en dur. En 1698, lors d'un nouveau voyage mené par Damon (ou chevalier d'Amon), celui-ci signa un traité avec le roi sur la fondation d'un fort à l'emplacement de l'ancien petit comptoir. L'accord portait sur l'approvisionnement par les Assiniens de bois et de pierres pour sa construction, l'accès libre aux mines d'or que les Français pensaient être sur le territoire contrôlé par le royaume d'Assinie et l'acheminement depuis Juidas (ou Whydah) d'esclaves pour travailler dans ces mines.
En juin 1701 lors d'un nouveau voyage de la compagnie de Guinée, sur Le Poly (navire qui ramenait également le « prince » Aniaba de son séjour en France et dont il n'est pas clair si la compagnie pensait qu'il était l'héritier du trône d'Assinie), la construction d'un fort en rondins de bois débuta le 17 juillet et fut achevé un mois plus tard, le 24 août. La construction était très modeste face aux forts hollandais et portugais, situés plus à l'est sur la côte des Esclaves.   
En 1702, les Hollandais, furieux que les Français traitent directement avec les Akwamu, envoyèrent une flotte de trois navires depuis leur comptoir d'Elmina, situé 120 km plus à l'ouest. Après avoir bombardé le fort et que leur victoire semblait acquise, ils envoyèrent des soldats à bord de chaloupes pour le prendre, mais plusieurs de celles-ci se retournèrent à cause des rouleaux de la barre littorale et les soldats qui parvinrent à atteindre le rivage furent massacrés par ceux que les autorités néerlandaises appelleront des « nègres français ».
Les Français abandonneront le fort un ou deux ans plus tard, en 1703 ou 1704, pour des raisons économiques, plus intéressés par le commerce des esclaves que par l'or et créeront un autre fort, qui sera alors le plus grand établissement européen, à Ouidah (actuel Bénin) sur la côte des Esclaves.